# Шмелево (Кировская область)
Шмелево — деревня в Свечинском муниципальном округе Кировской области России.

## География
Деревня находится в западной части Кировской области, в подзоне южной тайги, в пределах Волжско-Ветлужской равнины, к югу от автодороги Р243, на расстоянии приблизительно 15 км (по прямой) к юго-востоку от посёлка городского типа Свеча, административного центра района. Абсолютная высота — 162 м над уровнем моря.
Климат
Климат характеризуется как континентальный, умеренно холодный. Среднегодовая температура — 1,5 °C. Абсолютный минимум температуры воздуха самого холодного месяца (января) составляет −45 °C; абсолютный максимум самого тёплого месяца (июля) — 37 °C. Годовое количество атмосферных осадков — 687 мм.
Часовой пояс
Деревня Шмелево, как и вся Кировская область, находится в часовой зоне МСК (московское время). Смещение применяемого времени относительно UTC составляет +3:00.

## Население
| 2010 |
| ---- |
| 309  |

Половой состав
По данным Всероссийской переписи населения 2010 года, в гендерной структуре населения мужчины составляли 50,2 %, женщины — соответственно 49,8 %.
Национальный состав
Согласно результатам переписи 2002 года, в национальной структуре населения русские составляли 97 % из 407 чел.